# Eone (teologia gnostica)
Gli eoni, in molti sistemi gnostici, rappresentano le varie emanazioni del Dio primo, noto anche come l'Uno, la Monade, Aion Teleos (l'Eone Perfetto), Bythos (greco per Profondità), Proarkhe (greco per Prima dell'Inizio), Arkhe (greco per Inizio). Questo primo essere è anch'esso un eone e contiene in sé un altro essere noto come Ennoia (greco per Pensiero), o Charis (greco per Grazia), o Sige (greco per Silenzio). Le emanazioni di quest'essere perfetto generano delle coppie, composte da un maschile e un femminile, che danno luogo a ulteriori suddivisioni. 
Gli Eoni, ad uno sguardo superficiale potrebbero essere equiparati alle gerarchie angeliche ebraico-cristiane, ma in quanto emanazioni (e non "creazioni") del Dio primo, l'Uno, il Principio, l'Origine, e quindi in quanto esseri divini a tutti gli effetti e non semplicemente spirituali (quali sono gli angeli ebraico-cristiani) sono in realtà equiparabili più correttamente agli Dèi Ipercosmici (cioè "al di là del Cosmo", quindi Dèi risiedenti nell'Iperuranio, l'insieme dei Mondi superiori, il "Paradiso") o Iperuranici del Neoplatonismo. 
Lo stesso nome Aion o Aeon era il nome di un'antica divinità microasiatica del Tempo e dell'Eternità, fu usato anche come nome della divinità leontocefala del Mithraismo che aveva lo stesso significato. Platone usa il termine Aion per denotare l'Eternità del Mondo delle Idee, nel suo mito della caverna.

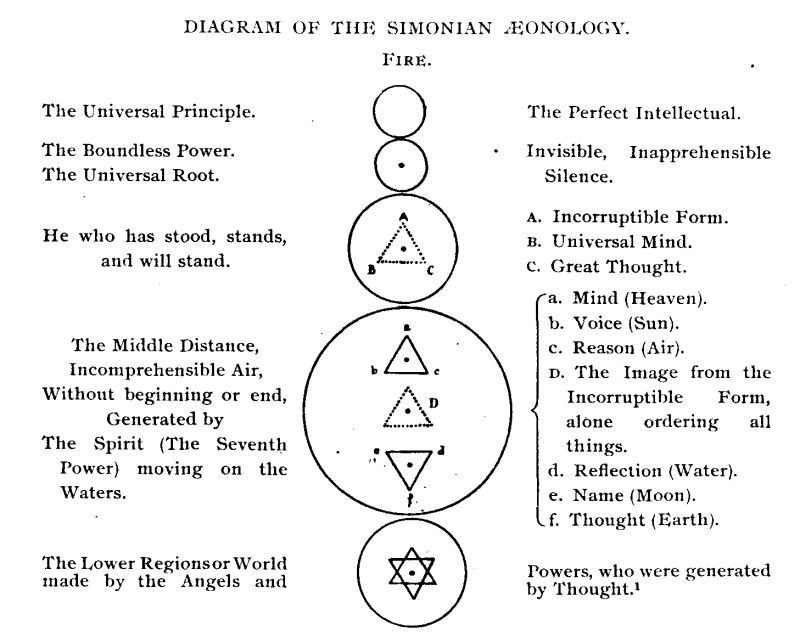
Diagramma del sistema henologico dei Simonidi, ricostruito dal teosofo G.R.S. Mead (1892), che raffigura le varie emanazioni divine dal principio primo.

Il termine deriva dal tema arcaico αἰϝ-, un collegamento con l'indoeuropeo "*ai-w-", che significa "forza vitale", identificato da Pierre Chantraine.

## Il sistema degli Eoni
Gli eoni erano spesso rappresentati in coppie maschio/femmina dette sizigie, il cui numero frequentemente raggiungeva le 20-30. Due degli eoni più comunemente citati erano Cristo e Sophia. Gli eoni, nel loro insieme, costituivano il pleroma, la "regione della luce". Le regioni più basse del pleroma erano anche quelle più vicine all'oscurità, ovvero al mondo fisico.
Quando un eone chiamato Sophia emanò senza il suo eone partner, il risultato fu il Demiurgo, o mezzo-creatore (nei testi gnostici a volte chiamato Yalda Baoth), una creatura che non sarebbe mai dovuta esistere. Questa creatura non apparteneva al pleroma, e per salvare l'umanità dal Demiurgo, l'Uno emanò due eoni, Cristo e lo Spirito Santo. Cristo prese poi la forma della creatura umana Gesù in modo da poter insegnare all'umanità la via per raggiungere la gnosi: il ritorno al pleroma.
Anche il Vangelo di Giuda, recentemente scoperto, tradotto e poi acquistato dalla National Geographic Society menziona gli eoni e parla degli insegnamenti di Gesù al loro riguardo.

### Il sistema valentiniano
Secondo l'opera di Quinto Settimio Fiorente Tertulliano Contro i Valentiniani (latino: Adversus Valentinianos), capitolo VII e VIII, lo gnostico Valentino parlava di 30 eoni diversi che si erano emanati l'un l'altro in sequenza. I primi otto di questi eoni (corrispondenti alle generazioni da uno a quattro riportate sotto) venivano chiamati Ogdoade.
- Prima generazione:

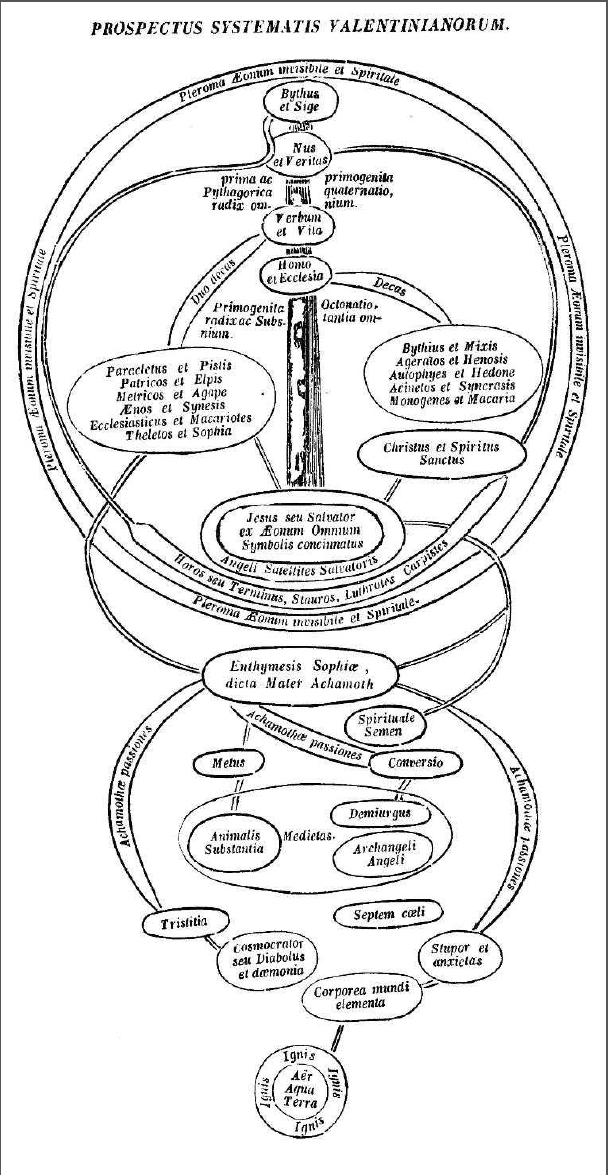
Complesso schema del Pleroma secondo i Valentiniani, composto da varie coppie di eoni.

  - Bythos (Profondità), che contiene in sé un altro essere detto Sige (Silenzio, Charis-Grazia, Ennoea-Pensiero.)

- Seconda generazione:
  - Noos (Intelletto o Mente) e Aletheia (Verità)

- Terza generazione, emanata da Noos ed Aletheia:
  - Logos (Parola) e Zoè (Vita)

- Quarta generazione, emanata da Logos e Zoè:
  - Anthropos (Umanità) ed Ecclesia (Chiesa o Comunità)[2]

- Quinta generazione:
  - Emanata da Logos e Zoè:
    - Bythios (Profondo) e Mixis (Miscuglio)
    - Ageratos (Mai vecchio) ed Henosis (Unione)
    - Autophyes (Natura essenziale) ed Hedone (Piacere)
    - Acinetos (Inamovibile) e Syncrasis (Commissione)
    - Monogenes (Unico-generato) e Macaria (Felicità)

  - Emanati da Anthropos ed Ecclesia:
    - Paracletus (Consolatore) e Pistis (Fede)
    - Patricas (Paterno) ed Elpis (Speranza)
    - Metricos (Materno) ed Agape (Amore)
    - Ainos (Preghiera) e Synesis (Intelligenza)
    - Ecclesiasticus (Figlio di Ecclesia) e Macariotes (Beatitudine)
    - Theletus (Perfetto) e Sophia (Saggezza)

### Tolomeo e Colorbaso
Secondo l'opera di Sant'Ireneo di Lione Contro le eresie (Latino: Adversus Haereses), libro 1, capitolo 12, i seguaci degli gnostici Tolomeo e Colorbaso parlavano di eoni diversi da quelli di Valentino. Logos nacque quando Anthropos imparò a parlare. I primi quattro erano chiamati Tetrade e gli otto Ogdoade.
- Prima generazione:
  - Bythos (l'Uno) e Sige (Silenzio, Charis, Ennoea ecc.)

- Seconda generazione (concepita dall'Uno):
  - Caen (Potere) e Akhana (Amore)

- Terza generazione, emanata da Caen ed Akhana:
  - Ennoae (Pensiero) e Thelesis (Volontà)

- Quarta generazione, emanata da Ennoae e Thelesis:
  - Nous (o Monogenes) e Aletheia

- Quinta generazione, emanata da Nous ed Aletheia:
  - Anthropos (Homo, Uomo) ed Ecclesia (Chiesa)

- Sesta generazione, emanata da Anthropos ed Ecclesia:
  - Logos e Zoe

- Settima generazione:
  - Emanata da Logos e Zoe:
    - Bythius e Mixis
    - Ageratos ed Henosis
    - Autophyes ed Hedone
    - Acinetos e Syncrasis
    - Monogenes e Macaria

  - Emanati da Anthropos ed Ecclesia:
    - Paracletus e Pistis
    - Patricos ed Elpis
    - Metricos ed Agape
    - Ainos e Synesis
    - Ecclesiasticus e Macariotes
    - Theletos e Sophia

Logos e Zoe sono elementi caratteristici di questo sistema che, se comparato al precedente, può esserne considerato una versione evoluta comprendente 34 eoni. Non è chiaro, comunque, se questi due fossero davvero considerati eoni.